# Gare de Thiennes
La gare de Thiennes est une gare ferroviaire française de la ligne d'Arras à Dunkerque-Locale, située sur la commune de Thiennes, dans le département du Nord, en région Hauts-de-France. 
C'est une halte voyageurs de la Société nationale des chemins de fer français (SNCF), desservie par des trains TER Hauts-de-France. 

## Situation ferroviaire
Établie à 20 mètres d'altitude, la gare de Thiennes est située au point kilométrique (PK) 253,225 de la ligne d'Arras à Dunkerque-Locale, entre les gares d'Isbergues et de Steenbecque.

## Histoire
Le tableau du classement par produit des gares du département du Nord pour l'année 1862, réalisé par Eugène de Fourcy, ingénieur en chef du contrôle, place la station de Thiennes au 46e rang, avec un total de 2 949,12 fr. Dans le détail, cela représente : 2 872,94 fr pour un total de 2 021 voyageurs transportés, la recette marchandises étant de 76,18 fr pour la grande vitesse (il n'y a pas de petite vitesse).

## Service des voyageurs

### Accueil
Thiennes est un point d'arrêt non géré (PANG), à accès libre.

### Desserte
La halte est desservie, hors week-ends et jours fériés, par des trains régionaux du réseau TER Hauts-de-France, effectuant des missions omnibus entre les gares d'Arras et Hazebrouck ou de Béthune et de Calais-Ville.